# Marcus Martiannius Pulcher
Marcus Martiannius Pulcher est un ancien Romain, connu uniquement par une inscription trouvée en 1975 sur un autel en pierre, utilisé en réemploi dans les défenses de Londres en date du IVe siècle. L'orthographe de son nom avec deux « n » est le seul cas connu, la graphie normale étant « Martianius », dérivé de « Martius ».
D'après l'inscription, il fut gouverneur de la Bretagne supérieure, province de l'Empire romain, probablement au IIIe siècle de notre ère (entre 220 et 260), sous le règne conjoint de deux Augustes, fait qui se produisit plusieurs fois durant ce siècle, ce qui empêche une datation précise. Cette inscription indique aussi qu'il effectua des réparations au temple d'Isis.

## Texte de l'inscription
IN H D D M MARTIANNIVS PVLCHER V C LEG AVGG PRO PRAET TEMPLM ISIDIS C...TIS VETVSTATE COLLAPBSVM RESTITVI PRAECEPIT
ce qui se traduit par :
« En l'honneur de la maison divine, le très honorable Marcus Martiannus Pulcher, légat propréteur des Augustes, a fait restaurer le temple d'Isis, effondré par suite de sa vétusté. »